# 海若の宿
海若の宿（わたつみのやど）は兵庫県淡路市にある温泉旅館。2005年、淡路島野島で温泉掘削に成功し、ラドン温泉に認定された。

## 概要
2003年10月、大阪市北区に本社を置く株式会社ジェノバ （代表取締役　吉村静穂）が、富島港近くの地中1200メートルから38.8度の温泉を掘り当てた。本業は下着メーカーだが、廃止された定期航路「西淡路ライン」に代わり、2002年4月には淡路ジェノバラインの名称で高速船を運行、富島港近くの4500メートルの用地を購入し、2003年4月から掘り始めていた。泉質は神経痛などに効くとされる弱アルカリ性の放射性泉、ゆう出量1日300トンとされる。建設工事では万葉に記述がある「野島の海人」の拠点集落とみられる住居跡が見つかり旧津名郡北淡町教委の発掘調査で出土した土器はロビーに展示している。2005年6月に完成した施設は5階建ての本館と平屋の離れの3棟、いずれも20畳の和室で露天風呂と庭がついており、旅館名になっている「海若」は海原や海神を指す万葉言葉からきている。